# Mikitamäe
Mikitamäe est un village de la commune de Setomaa, situé dans le comté de Võru au sud-est de l'Estonie. Avant la réforme administrative d'octobre 2017, il était le chef-lieu de la commune de Mikitamäe, dans le comté de Põlva.